# Scaphocalanus emine
Scaphocalanus emine is een eenoogkreeftjessoort uit de familie van de Scolecitrichidae. De wetenschappelijke naam van de soort is voor het eerst geldig gepubliceerd in 2002 door Unal & Shmeleva.